# Wadym Jaroschtschuk
Wadym Maksymowytsch Jaroschtschuk (ukrainisch Вадим Максимович Ярощук; * 2. April 1966 in Krywyj Rih, Ukrainische SSR) ist ein ehemaliger sowjetischer Schwimmer. Er gewann zwei Bronzemedaillen bei Olympischen Spielen, je eine Silber- und Bronzemedaille bei Weltmeisterschaften sowie eine Goldmedaille, zwei Silbermedaillen und eine Bronzemedaille bei Europameisterschaften.

## Karriere
Der 1,81 Meter große Wadym Jaroschtschuk von VS Dnipropetrovsk gewann zwölf sowjetische Meistertitel, davon fünf im Schmetterlingsschwimmen, sechs im Lagenschwimmen und einen mit der Lagenstaffel.
Bei den Europameisterschaften 1985 in Sofia siegte über 400 Meter Lagen der Ungar Tamás Darnyi, 0,84 Sekunden dahinter schlug Jaroschtschuk als Zweiter an. Der Dritte, Raik Hannemann aus der DDR, hatte fast fünf Sekunden Rückstand auf Jaroschtschuk. 1986 bei den Weltmeisterschaften in Barcelona siegte Darnyi über 400 Meter Lagen mit über drei Sekunden vor Jaroschtschuk, der seinerseits eine halbe Sekunde vor dem Kanadier Alex Baumann anschlug. Über 200 Meter Lagen gewann Darnyi vor Baumann und Jaroschtschuk. Bei den Europameisterschaften 1987 in Straßburg belegte Jaroschtschuk über 400 Meter Lagen den vierten Platz mit 0,25 Sekunden Rückstand auf den drittplatzierten Patrick Kühl aus der DDR. Über 200 Meter Schmetterling siegte der Deutsche Michael Groß vor dem Dänen Benny Nielsen, Jaroschtschuk erschwamm die Bronzemedaille. Über 200 Meter Lagen gewann Darnyi vor Jaroschtschuk und Hannemann.
Im Jahr darauf bei den Olympischen Spielen 1988 in Seoul trat Jaroschtschuk zunächst über 100 Meter Schmetterling an. Er erreichte als einziger Schwimmer aus der Sowjetunion das Finale und belegte dann den achten Platz. Über 200 Meter Schmetterling war Jaroschtschuk der einzige Vertreter der sowjetischen Mannschaft. Mit einem dritten Platz im B-Finale erreichte er den elften Platz in der Gesamtwertung. Über 200 Meter Lagen siegte Tamás Darnyi vor Patrick Kühl und Wadym Jaroschtschuk, der im Ziel eine halbe Sekunde Vorsprung vor Michail Subkow hatte, dem zweiten Schwimmer aus der Sowjetunion. In der gleichen Session wurde das Finale in der Lagenstaffel ausgetragen. Hier hatten sich Sergej Sabolotnow, Walerij Losyk, Konstantin Petrow und Nikolai Jewsejew mit der fünftschnellsten Vorlaufzeit für das Finale qualifiziert. Im Endlauf waren Igor Poljanski, Dmitri Wolkow, Wadym Jaroschtschuk und Gennadi Prigoda fünf Sekunden schneller als die Vorlaufstaffel und wurden Dritte hinter dem Quartett aus den Vereinigten Staaten und den Kanadiern. Alle acht beteiligten Schwimmer aus der Sowjetunion erhielten eine Bronzemedaille. 1989 nahm Jaroschtschuk an den Europameisterschaften in Bonn teil. Er wurde Fünfter über 100 Meter Schmetterling und Vierter über 100 Meter Lagen. Die sowjetische Lagenstaffel mit Sabolotnow, Wolkow, Jaroschtschuk und Iurie Bașcatov gewann den Titel mit 1,65 Sekunden Vorsprung vor den Franzosen.